# Kværkeby Station
Kværkeby Station er en nedlagt dansk jernbanestation i Fjællebro ved Kværkeby på Sjælland. Stationen lå på Vestbanen mellem Ringsted og Borup stationer.

## Historie
Kværkeby Station blev etableret i 1887 sammen med Fjenneslev og Frederikslund stationer – uden passagerekspedition, for at optimere krydsningsmulighederne på den enkeltsporede Vestbane (Roskilde-Korsør).
Efter lokale ønsker blev der dog, i forbindelse med anlægget af 2. spor på strækningen, etableret en egentlig station i 1898, og i 1954 blev stationen udvidet med en ny stationsbygning i 2 etager. 
I 1970 blev stationen reduceret til trinbræt, og i 1974 nedlagdes den helt. Stationsbygningen blev nedrevet i 1985.
|  | Denne artikel om stationen Kværkeby Station kan blive bedre, hvis der indsættes et (bedre) billede. Du kan hjælpe ved at afsøge Wikimedia Commons for et passende billede eller uploade et godt billede til Wikimedia Commons iht. de tilladte licenser og indsætte det i artiklen. |

55°27′2.86″N 11°53′51.79″Ø / 55.4507944°N 11.8977194°Ø